# Melophagus rupicaprinus
Melophagus rupicaprinus är en tvåvingeart som beskrevs av Camillo Rondani 1879. Melophagus rupicaprinus ingår i släktet Melophagus och familjen lusflugor. Inga underarter finns listade i Catalogue of Life.